# 葉里溫汗國
葉里溫汗國（波斯語：‎），是1747年建立於高加索地區的汗國，為波斯附庸的高加索諸汗國之一，以波斯語為官方語言；疆域約為19,500平方公里，包含今日亞美尼亞中部、土耳其厄德爾省和卡爾斯省的卡厄茲曼以及亞塞拜然納希切萬自治共和國的沙魯爾區和薩達拉克區，國內居民以穆斯林為主，包括突厥人、波斯人與庫德人，另有約兩成為信仰基督教的亞美尼亞人，其社群受葉里溫梅利克直接管理。
葉里溫汗國的首都為今日亞美尼亞的首都葉里溫，是波斯在多次俄羅斯－波斯戰爭中對抗俄羅斯帝國的防禦中心，侯賽因·汗·薩達爾治下的葉里溫相當繁榮，全城有居民近2萬人，葉里溫藍色清真寺即為汗國的代表建築。1827年，波斯在最後一次俄罗斯－波斯战争中戰敗，葉里溫汗國被俄羅斯佔領，並於隔年的《土庫曼恰伊條約》中被割讓給俄羅斯，後者將葉里溫汗國與納希切萬汗國的領土合併為亞美尼亞州。

## 歷史
葉里溫汗國的疆域過去屬於薩法維王朝的葉里溫省，阿夫沙爾王朝建立後，納迪爾沙將此地區分為葉里溫汗國、納希切萬汗國、卡拉巴赫汗國與占賈汗國，葉里溫汗國與納希切萬汗國的疆土屬於波斯亞美尼亞。納迪爾沙死後伊朗陷入混亂，葉里溫汗國先後成為桑德王朝與卡扎爾王朝的附庸，其中後者會派任卡扎爾王室成員作為葉里溫汗國的統治者。葉里溫汗國分為15個區，以波斯語為官方語言，地方官僚為仿照德黑蘭中央政府的官僚系統設立。
十九世紀初，俄羅斯帝國併吞了卡爾特利-卡赫蒂王國，1804年發動俄罗斯－波斯战争，葉里溫成為波斯抵禦俄羅斯的防衛中心。1804年，俄軍在帕維爾·齊賈諾夫率領下攻擊葉里溫，包圍葉里溫城，後來被卡札爾王朝的儲君阿巴斯·米爾札率軍擊退。1807年，卡札爾王朝沙阿法特赫-阿里沙·卡扎爾任命侯賽因·汗·薩達爾為葉里溫汗國統治者（汗）與阿拉斯河以北波斯軍隊的指揮官（薩達爾），侯賽因·汗·薩達爾統治下的葉里溫汗國相當繁榮，為卡札爾王朝的模範省，他設立有效率的管理體制讓當地的亞美尼亞人恢復了對波斯統治的信心。
1808年，俄軍將領伊萬·古多維奇率軍襲擊葉里溫，亦被擊退，1813年《古利斯坦條約》簽訂後，波斯失去了大部分高加索的領土，葉里溫與大不里士成為兩國攻防的前線。1826年，最後一次俄罗斯－波斯战争爆發，戰爭初期波斯成功奪回許多於1813年失去的領土，但隔年俄羅斯在（位於納希切萬汗國）、薩達爾堡（位於葉里溫汗國）與葉里溫大敗波斯軍隊，於1827年10月2日攻陷葉里溫。1828年2月，波斯被迫簽訂《土庫曼恰伊條約》，將葉里溫汗國與其他阿拉斯河以北的領土割讓給俄羅斯帝國。

## 行政區劃
葉里溫汗國分為以下15個區：
1. 克爾克斯布拉赫區
2. 沙魯爾區
3. 曾吉巴薩爾區
4. 敘爾梅利區
5. 蓋爾尼巴薩爾區
6. 德勒肯德-帕爾切尼斯區
7. 韋迪巴薩爾區
8. 格伊切區
9. 賽爾德利區
10. 塔勒恩區
11. 塞伊德利-阿薩克斯勒區
12. 賽爾達拉巴德區
13. 克爾皮巴薩爾區
14. 阿巴蘭區
15. 德勒奇切克區

### 首府
卡札爾王朝時期，葉里溫汗國治下的葉里溫相當繁榮，城市範圍約為一平方英里，花園等城郊則延伸到距城市18英里處。Kettenhofen等編纂的伊朗百科全書描述葉里溫有3個區，超過1700間房舍、850間商舖、約10座清真寺、7座教堂、10間澡堂、7座商隊驛站、5個廣場、2處巴剎與2所學校。城內兩座最重要的清真寺中，一座建於薩法維時期，另一座（葉里溫藍色清真寺）則是葉里溫汗國時期建造，為該時期代表性的建築之一。侯賽因·汗·薩達爾時期，葉里溫的城防據稱是波斯全境最堅固的，城市的人口穩定增長 在葉里溫被俄羅斯攻陷前夕，全城有居民近2萬人，而俄羅斯統治約70年後，葉里溫的人口僅剩約14000人。

## 君主列表

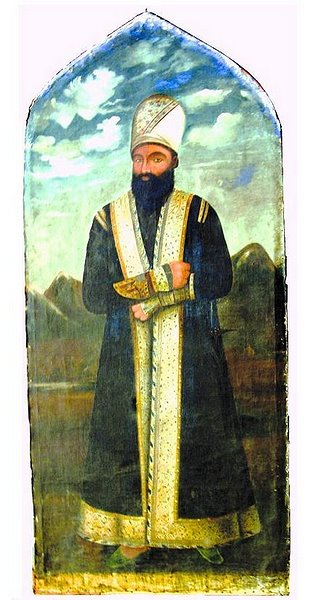
侯賽因·汗·薩達爾

1. 米爾梅赫迪汗（1747年－1752年）[18]
2. 哈利勒·汗·烏茲別克（1752年－1755年）[19]
3. 哈桑纳利汗（1755年－1759年）[20]
4. 胡塞纳利汗（1759年－1783年）[21]
5. 古拉姆阿里汗（1783年－1784年）[22]
6. 穆罕默德汗（1785年－1805年）[23]
7. 莫赫迪古魯汗（1805年－1806年）[24]
8. 艾哈邁德·汗·穆卡德姆（英语：Ahmad Khan Muqaddam）（1806年）[25]
9. 侯賽因·汗·薩達爾（英语：Hossein Khan Sardar）（1807年－1828年）

## 人口
葉里溫汗國的人口多數為穆斯林，約占八成，另外兩成則為信仰基督教的亞美尼亞人。
| 種族                   | 人數      |
| ---------------------- | --------- |
| 亞美尼亞人             | 20,073人  |
| 庫德人                 | 25,237人  |
| 波斯官員、軍隊         | 10,000人  |
| 突厥人（定居與半定居） | 31,588人  |
| 突厥人（遊牧）         | 23,222人  |
| 總計                   | 110,120人 |

### 波斯人

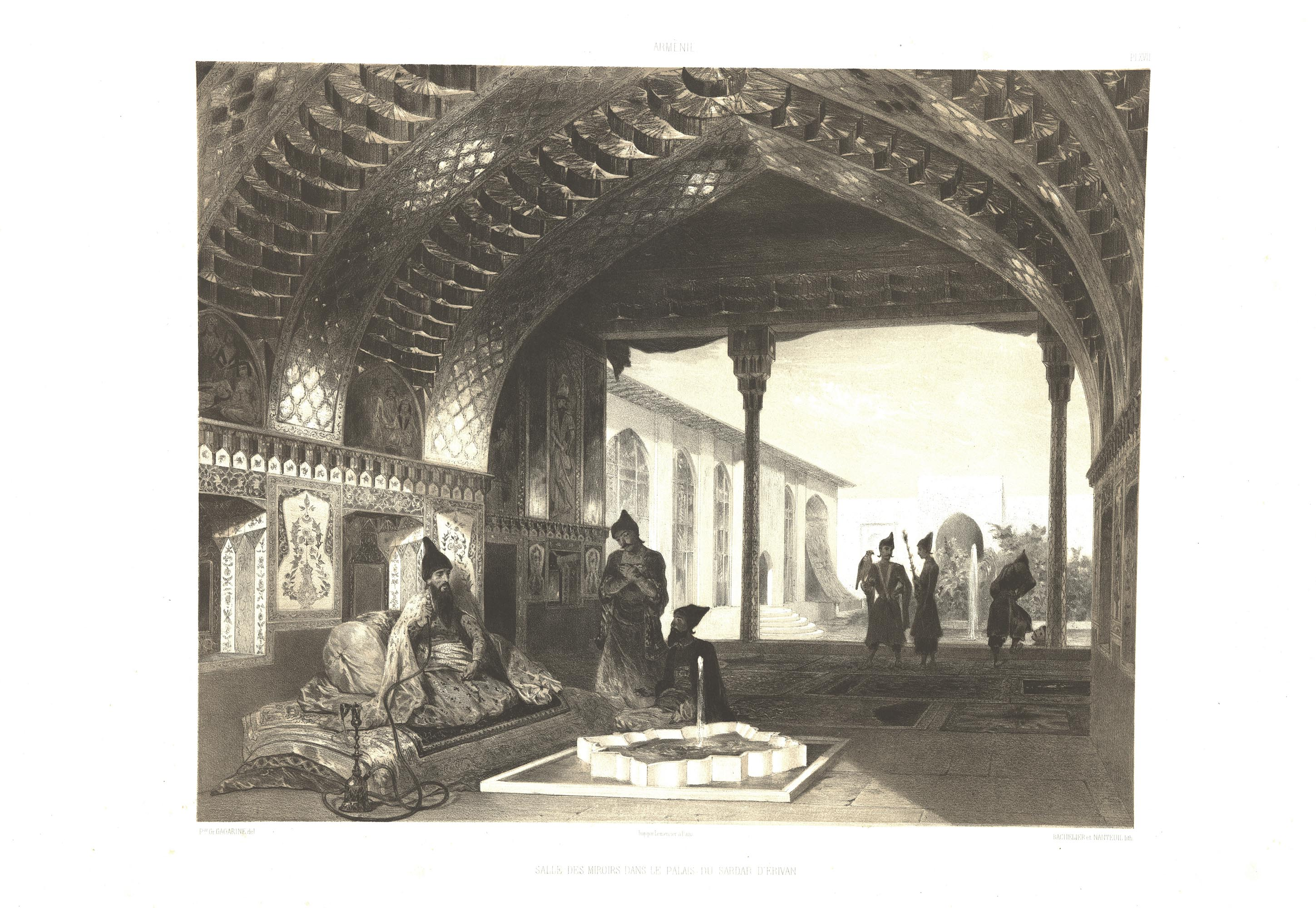
葉里溫汗的宮殿

葉里溫汗國的統治者與部分居民為波斯人，不過「波斯人」一詞在此語境中常用來表示統治階級，包括官員與其部屬、軍人與部分商人等，不一定反映種族，因此有時也包含突厥人在內。有些波斯人死於1826-1828年的戰爭，其餘在俄羅斯佔領葉里溫汗國後幾乎全部遷至波斯本土。

### 突厥人
突厥人為葉里溫汗國最大的族群，有巴岳特、Ayrumlu、卡扎爾人、卡拉帕帕赫人、白羊土庫曼人、黑羊土庫曼人等部族，包括定居、半定居與隨季節遷徙的遊牧者，前者多務農為業 ，後者則為汗國提供了重要的馬匹來源。有時突厥部族間會發生衝突，傳統上也與庫德人不合，突厥人與庫德人遊牧的範圍約為汗國疆域的一半，主要位於中北部。卡拉帕帕赫人與Ayrumlu是汗國中主要的兩個突厥遊牧部族，1828年後他們多在阿巴斯·米爾札幫助下遷至了伊朗亞塞拜然。

### 庫德人
庫德人的生活型態多為遊牧，和許多突厥人相似。庫德人的宗教信仰包括伊斯蘭教遜尼派、什葉派與亞茲迪教，傳統上庫德人與突厥人不合。

### 亞美尼亞人
亞美尼亞人信仰基督教，在葉里溫汗國中約占兩成，雖集中在汗國中的數個區域，但在各區域均非主要族群。14世紀中葉以前亞美尼亞人是東亞美尼亞的主要族群，隨著穆斯林移入和幾位統治者的壓迫而成為少數族群。但葉里溫汗國的商業貿易為亞美尼亞人主導，因此他們對波斯統治者有重要的經濟價值，他們雖與俄羅斯人同為基督徒，但對其不抱持特別的好感，而較為關注自己的社會、經濟地位，例如1808年俄軍包圍葉里溫時，亞美尼亞人即維持中立。
俄羅斯佔領葉里溫汗國後，波斯官員與軍隊回到伊朗本土，大量亞美尼亞人從土耳其與俄羅斯遷入，1832年亞美尼亞人人數已與穆斯林相當，克里米亞戰爭與1877年俄土戰爭後，另一批土耳其亞美尼亞人的移入使亞美尼亞人在此地占穩定多數。不過葉里溫直至20世紀仍是以穆斯林為主的城市。

#### 自治
葉里溫汗國的亞美尼亞人直接受葉里溫阿加马利安（Aghamalyan）家族的梅利克管轄。1639年鄂圖曼-波斯戰爭結束後波斯亞美尼亞即開始了梅利克的行政管理系統，1736年納迪爾沙加冕時，當時的葉里溫梅利克哈克布延（Melik Hakobjan）便出席觀禮。葉里溫梅利克受沙阿授權，可穿著波斯官員的服飾，對其轄下的亞美尼亞人具有完整的行政、立法與司法權，甚至有權判處死刑。此外梅利克還有軍事功能，在戰爭時率領部眾參加波斯軍隊。除葉里溫梅利克外，汗國內還有其他地區的梅利克，各自管理當地的亞美尼亞人，不過仍以葉里溫梅利克最為重要、最具影響力，幾乎僅次於汗本人，汗國內的亞美尼亞村落每年均需向葉里溫梅利克繳稅。

## 後世影響

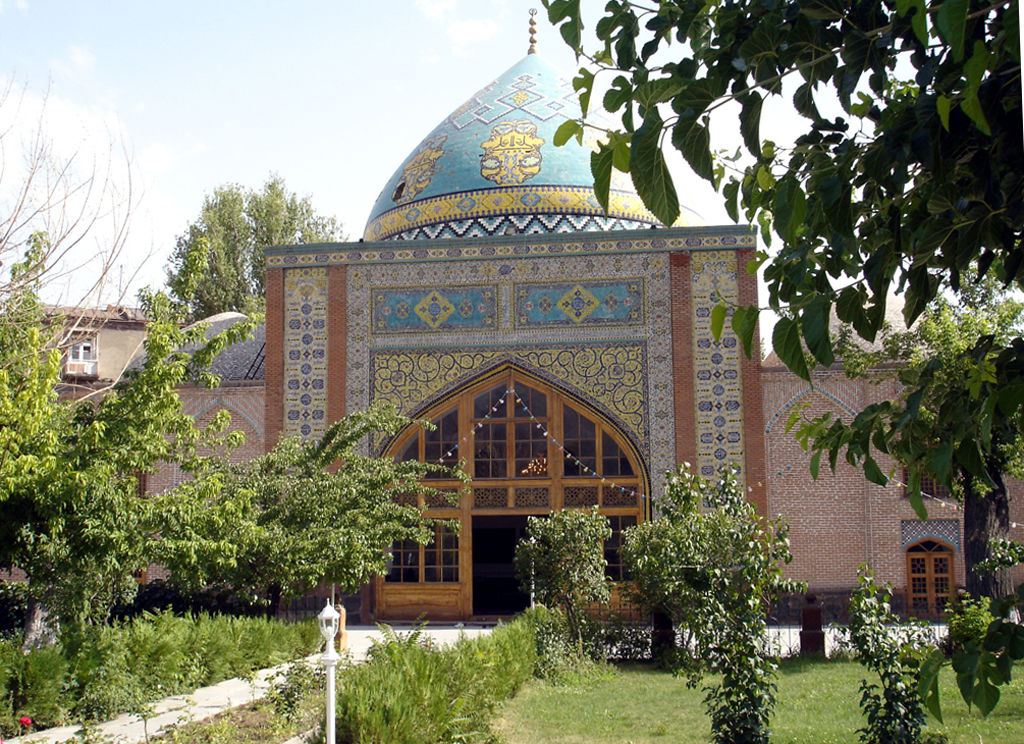
葉里溫藍色清真寺為葉里溫汗國的代表建築

葉里溫汗國為波斯附庸，且居民以突厥人為主，在現代亞塞拜然與亞美尼亞兩國的領土爭議中，亞塞拜然經常提起葉里溫汗國以強調自己在高加索地區的歷史，並削弱亞美尼亞領土主張的正當性。2018年，亞塞拜然總統伊利哈姆·阿利耶夫演講時指出葉里溫與許多亞美尼亞的領土歷史上屬於亞塞拜然人，因此後者應有權返回那些地區，其外交部發言人隨後表示阿利耶夫的言論並非領土主張，而是「恢復歷史正義」，讓亞塞拜然人能回到那些地方、拿回失去的財產與拜訪祖先的墓地。2020年，在紀念納哥諾卡拉巴克戰爭戰勝的閱兵遊行中，阿利耶夫再次指出葉里溫等地在歷史上為亞塞拜然人的土地。
現在葉里溫除了藍色清真寺作為「波斯清真寺」被保留之外，包括宮殿在內的其他葉里溫汗國建築皆已不存。